# Lạc Ninh
Lạc Ninh (chữ Hán giản thể: 洛宁县, âm Hán Việt: Lạc Ninh huyện) là một huyện thuộc địa cấp thị Lạc Dương, tỉnh Hà Nam, Cộng hòa Nhân dân Trung Hoa. Huyện Lạc Ninh có dân số 432760 người (năm 1999)..Huyện Lạc Ninh có mã số bưu chính 471700